# The International Pageant of Pulchritude
Ne doit pas être confondu avec Miss Univers.
The International Pageant of Pulchritude est le premier concours de beauté international, délivrant le titre de Miss Univers. Il a débuté aux États-Unis en 1926 et a disparu en 1935. Il a servi de modèle aux concours modernes, notamment celui de Miss Univers.

## Histoire
À la suite de l’ouragan de 1900 qui l’a dévastée, la ville de Galveston au Texas favorise le tourisme en construisant de nouveaux hôtels, comme l’hôtel Galvez (cf. photo), et en organisant des événements sur le front de mer. En 1920, le promoteur C. E. Barfield organise sous l’égide de la Galveston Beach Association le Splash Day pour lancer la saison touristique sur l’île. Durant le week-end se tient un concours de beauté où de jeunes Américaines (initialement uniquement des Texanes puis des jeunes filles de tous les États-Unis) paradent en maillot de bain (Bathing Girl Revue). Devant son succès, le Splash Day devient annuel et attire jusqu’à 150 000 visiteurs par an lors du week-end où il a lieu.
À partir de 1926, la compétition devient internationale (il n’y avait toutefois que deux étrangères cette année-là) et prend le nom de International Pageant of Pulchritude. La gagnante du concours remporte le titre de Miss Univers.
En 1927, l’événement commence par l’élection de Miss États-Unis le premier jour puis par celle de Miss Univers le jour suivant, bien que toutes les participantes américaines puissent y concourir également. Le concours ne représente réellement la plupart des pays du monde qu’à partir de 1929, où 8 pays sont présents (les États-Unis bien sûr mais aussi l’Autriche, Cuba, la Roumanie, …).
Des prix sont remis aux gagnantes. Par exemple, en 1929, Miss Univers a reçu US$2000 en or et une plaque d’argent comme récompenses. Elles bénéficient aussi de la publicité et sont invitées à participer aux Ziegfeld Follies.
À la suite de la déception de la candidature brésilienne au concours de 1929, le Brésil organise son propre concours Miss Univers en 1930, expliquant la présence de deux gagnantes cette année-là.
L’événement a lieu annuellement à Galveston jusqu’en 1931. À la suite de la Grande Dépression, le concours se tient en Belgique en 1932 et 1935. Après 1935, les compétitions internationales ont cessé jusqu’à la création du concours de Miss Univers en 1952 en Californie. Le concours de Miss États-Unis a été ravivé à Galveston en 2001 mais n’est actuellement plus organisé.

## Liste des gagnantes

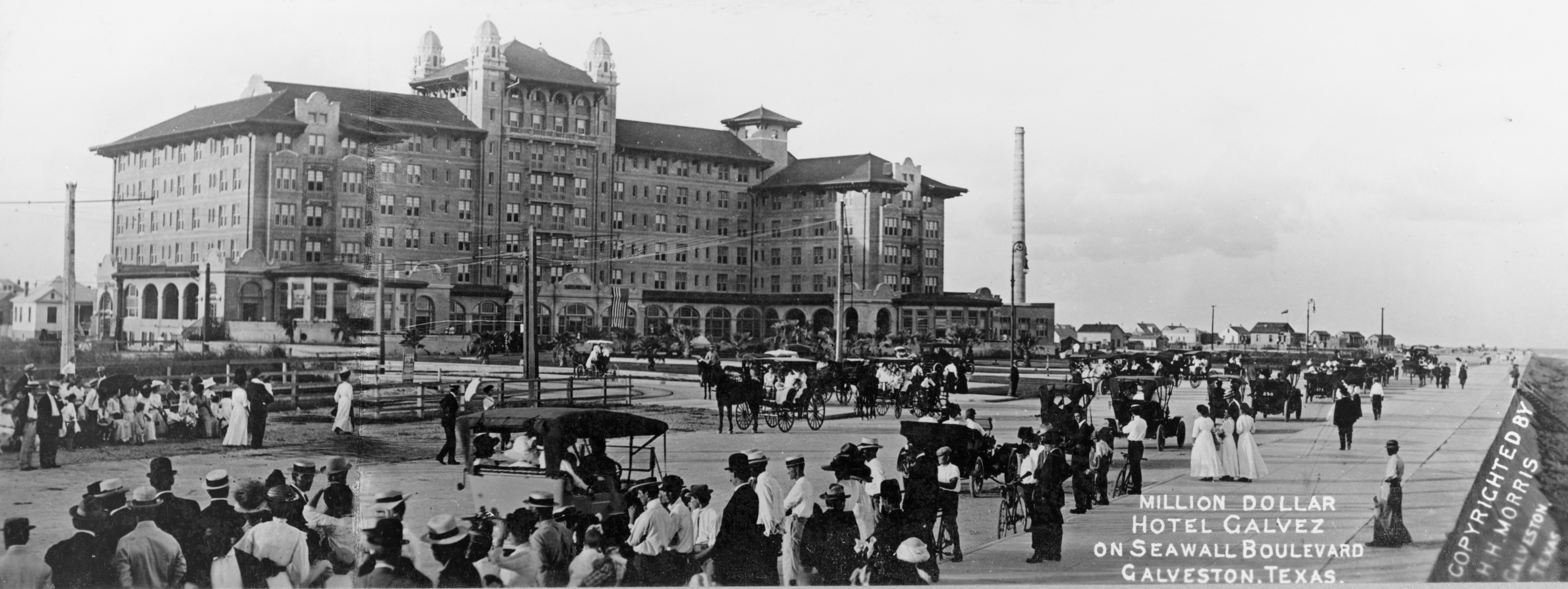
Hôtel Galvez en 1911

### Miss États-Unis
| Année | Nom de la Miss    | État d’origine   |
| ----- | ----------------- | ---------------- |
| 1926  | Catherine Moylan  | Dallas           |
| 1927  | Dorothy Britton   | New York         |
| 1928  | Ella Van Hueson   | Chicago          |
| 1929  | Irene Ahlberg     | New York         |
| 1930  | Dorothy Dell Goff | Nouvelle-Orléans |
| 1931  | Ann Lee Patterson | Kentucky du Nord |

### Miss Univers
| Année    | Pays représenté | Nom de la Miss    | Ville hôte       | Pays organisateur |
| -------- | --------------- | ----------------- | ---------------- | ----------------- |
| 1926     | États-Unis      | Catherine Moylan  | Galveston, Texas | États-Unis        |
| 1927     | États-Unis      | Dorothy Britton   | Galveston, Texas | États-Unis        |
| 1928     | États-Unis      | Ella Van Hueson   | Galveston, Texas | États-Unis        |
| 1929     | Autriche        | Lisl Goldarbeiter | Galveston, Texas | États-Unis        |
| 1930 (1) | États-Unis      | Dorothy Dell Goff | Galveston, Texas | États-Unis        |
| 1930 (2) | Brésil          | Yolanda Pereira   | Rio de Janeiro   | Brésil            |
| 1931     | Belgique        | Netta Duchâteau   | Galveston, Texas | États-Unis        |
| 1932     | Turquie         | Keriman Halis Ece | Spa              | Belgique          |
| 1933     |                 | -                 |                  |                   |
| 1934     | Belgique        | Josée Mondelaers  | Spa              | Belgique          |
| 1935     | Égypte          | Charlotte Wassef  | Bruxelles        | Belgique          |

### Galerie des gagnantes

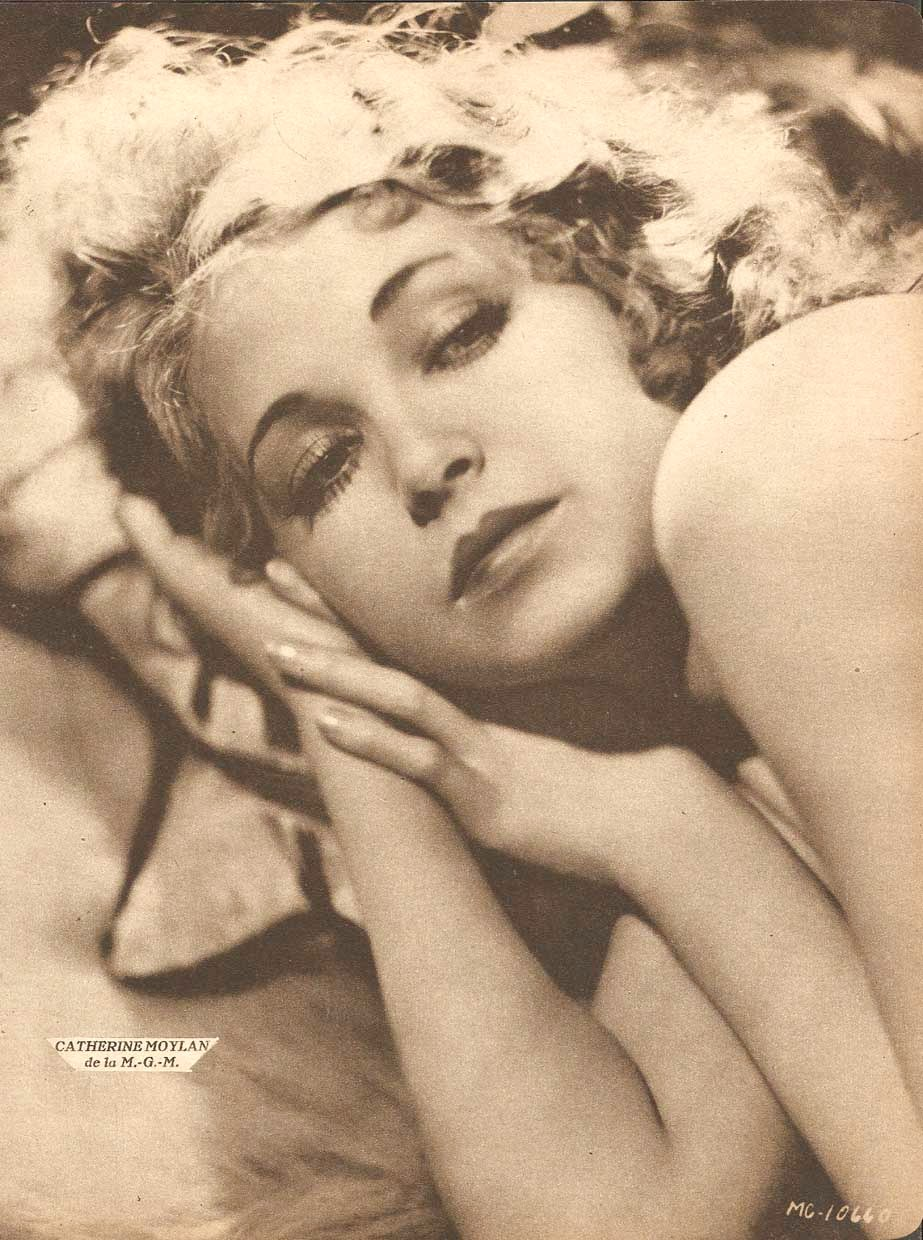
Miss Univers 1926 Catherine Moylan, États-Unis
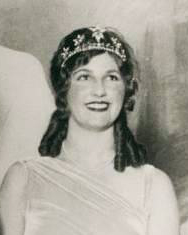
Miss Univers 1927 Dorothy Britton, États-Unis
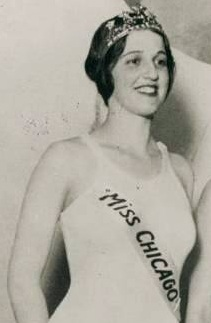
Miss Univers 1928 Ella Van Hueson, États-Unis
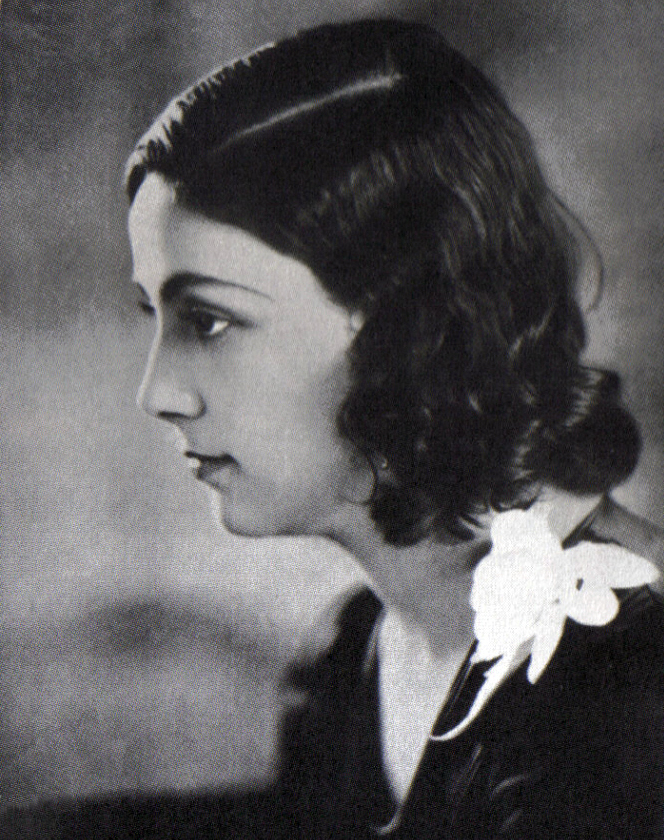
Miss Univers 1930 Yolanda Pereira, Brésil
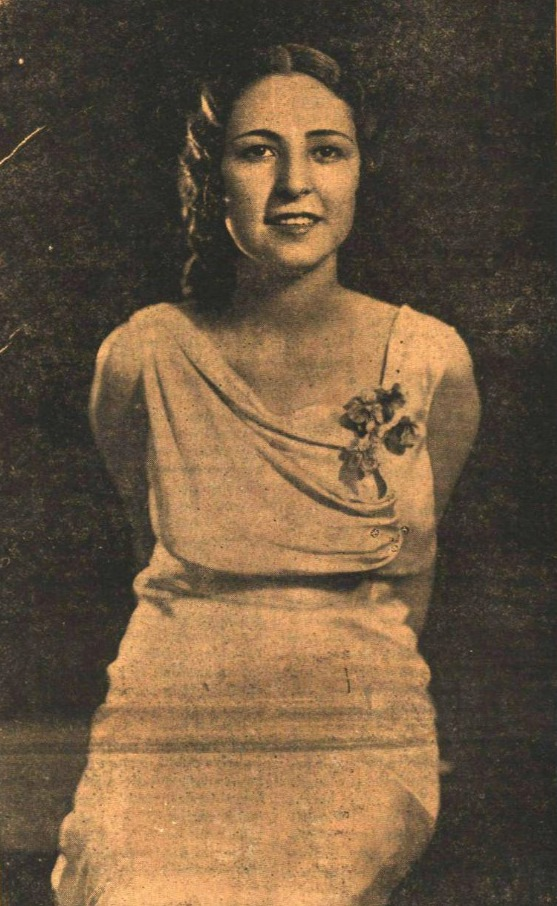
Miss Univers 1932 Keriman Halis Ece, Turquie